# Нортглен (Колорадо)
Нортглен (енгл. Northglenn) град је у америчкој савезној држави Колорадо.

## Демографија
По попису из 2010. године број становника је 35.789, што је 4.214 (13,3%) становника више него 2000. године.
| Група             | 2000.          | 2010.          |
| Белци             | 23.031 (72,9%) | 21.817 (61,0%) |
| Афроамериканци    | 481 (1,5%)     | 810 (2,3%)     |
| Азијати           | 970 (3,1%)     | 1.333 (3,7%)   |
| Хиспаноамериканци | 6.399 (20,3%)  | 10.957 (30,6%) |
| Укупно            | 31.575         | 35.789         |